# Apamea obliviosa
Apamea obliviosa är en fjärilsart som beskrevs av Walker 1858. Apamea obliviosa ingår i släktet Apamea och familjen nattflyn. Inga underarter finns listade i Catalogue of Life.